# منتخب السويد لكرة الطائرة للرجال
منتخب السويد الوطني لكرة الطائرة للرجال (بالسويدية: Sveriges herrlandslag i volleyboll)‏ هو ممثل السويد الرسمي في المنافسات الدولية في كرة طائرة في فئة كرة الطائرة للرجال.